# Йохан I фон Райфершайд-Бедбург
Йохан I фон Райфершайд-Бедбург (на немски: Johann I von Reifferscheid-Bedburg; * ок. 1250; † 25 април 1254) от фамилията Райфершайд, е господар на Бедбург.

## Произход
Той е син на Фридрих I фон Райфершайд-Бедбург († сл. 1250) и съпругата му фон Цвайбрюкен († 31 декември 1259), дъщеря на граф Хайнрих I фон Цвайбрюкен († 1228) и принцеса Хедвиг фон Лотарингия-Бич († сл. 1228), дъщеря на херцог Фридрих I от Лотарингия. Внук е по баща на Герхард фон Райфершайд († сл. 1198) и Беатрикс фон Хуншайд († сл. 1241). Брат е на Хайнрих I фон Райфершайд († 23 април 1282).

## Фамилия
Йохан I се жени за Юта фон Изенбург-Кемпених († сл. 1278), дъщеря на господар Дитрих II фон Изенбург-Кемпених († 1251) и втората му съпруга му Адела († 1258). Те имат пет деца:
- Йохан II 'Стари' фон Райфершайд († сл. 13 януари 1317), господар на Райфершайд и Бедбург, майор на Кьолн, жител на Кьолн 1272, женен пр. 2 януари 1291 г. за графиня Кунигунда фон Вирнебург († 1328), дъщеря на граф Хайнрих I фон Вирнебург († сл. 1298) и Понцета фон Оберщайн († 1311)
- Йохан 'Млади' фон Райфершайд († сл. 1278), господар на Гарсдорф
- Фридрих II фон Райфершайд († 19 февруари 1281), господар на Малберг и Бедбург, женен за Анна фон Малберг († пр. 25 юни 1274), основава линията господари на Малберг-Райфершайд.
- Хайнрих фон Райфершайд († сл. 8 април 1277), господар на Райфершайд, живял 1288
- Мехтхилд фон Райфершайд († сл. 22 юли 1287), омъжена за Вилхелм фон Щолберг († сл. 22 юли 1287).

Той има незаконна дъщеря:
- Хедвиг, монахиня в Буртшайд